# (9092) Nanyang
(9092) Nanyang es un asteroide perteneciente al cinturón de asteroides, descubierto el 4 de noviembre de 1995 por el equipo del Beijing Schmidt CCD Asteroid Program desde la Estación Xinglong, Hebei, China.

## Designación y nombre
Designado provisionalmente como 1995 VU18. Fue nombrado así en honor a la ciudad de Nanyang, en el suroeste de la provincia de Henan, es una de las cunas de la civilización china. Es la ciudad natal del famoso astrónomo chino Zhang Heng.

## Características orbitales
Nanyang está situado a una distancia media del Sol de 3,023 ua, pudiendo alejarse hasta 3,181 ua y acercarse hasta 2,866 ua. Su excentricidad es 0,052 y la inclinación orbital 10,835 grados. Emplea 1919,96 días en completar una órbita alrededor del Sol.
Los próximos acercamientos a la órbita de Júpiter ocurrirán el 25 de octubre de 2046, el 9 de enero de 2132 y el 24 de marzo de 2179.
Pertenece a la familia de asteroides de (221) Eos.

## Características físicas
La magnitud absoluta de Nanyang es 12,32. Tiene 16,753 km de diámetro y su albedo se estima en 0,109.